# Malpighia ovalis
Malpighia ovalis är en tvåhjärtbladig växtart som först beskrevs av Erik Leonard Ekman och Nied. in Urban, och fick sitt nu gällande namn av F. K. Meyer. Malpighia ovalis ingår i släktet Malpighia och familjen Malpighiaceae. Inga underarter finns listade i Catalogue of Life.